# 溱岸8號

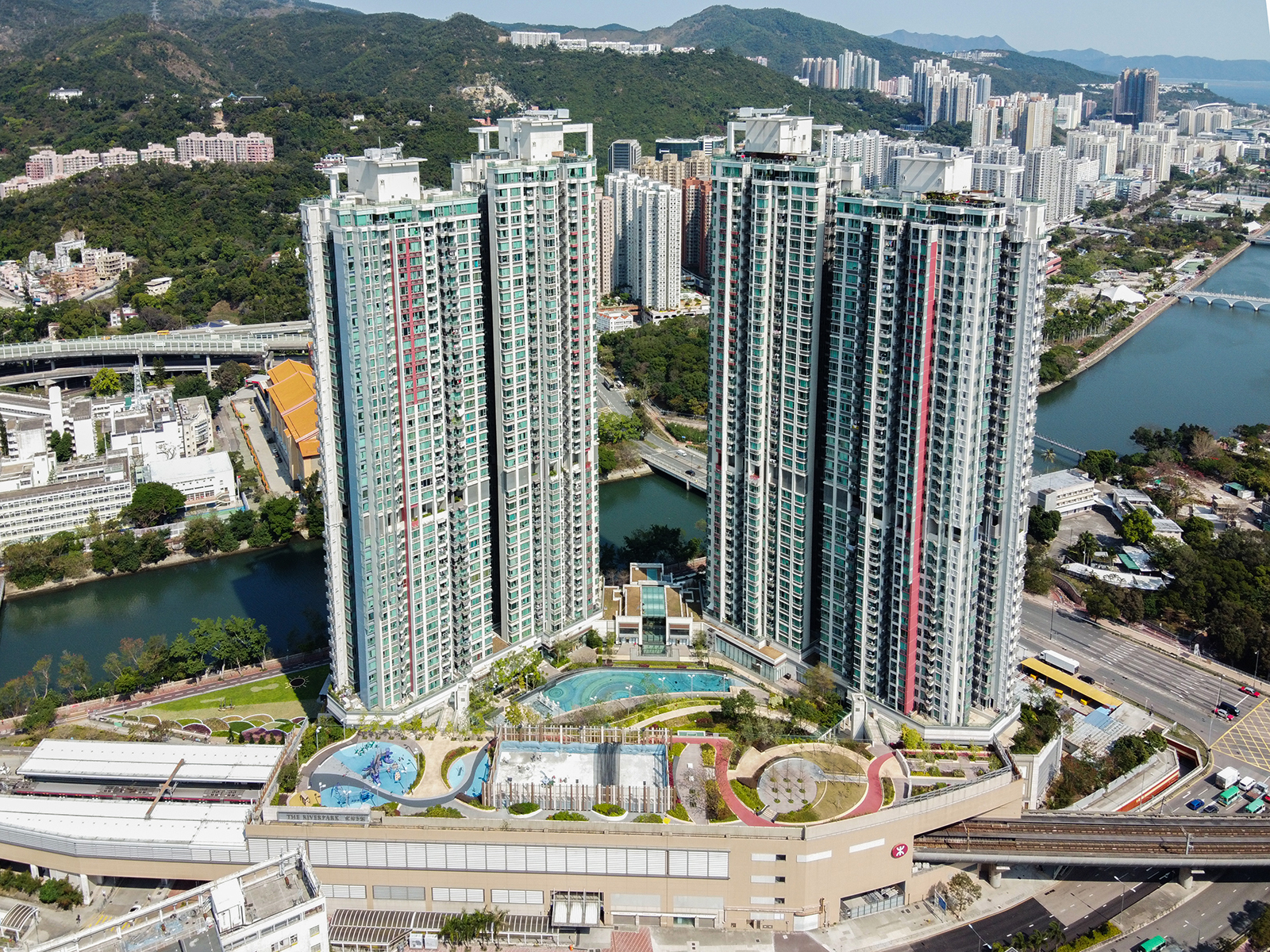
近攝溱岸8號

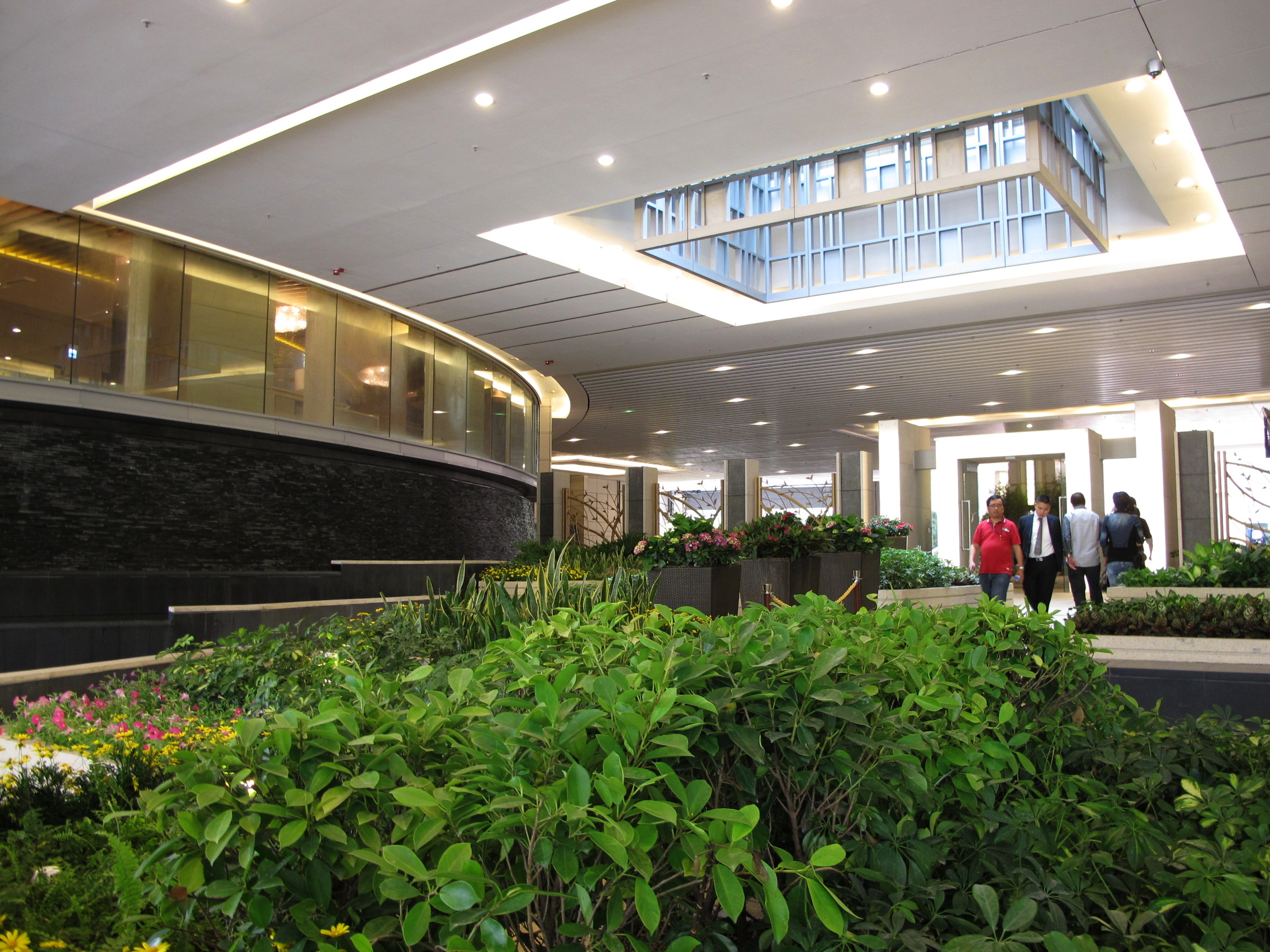
地下園景裝飾

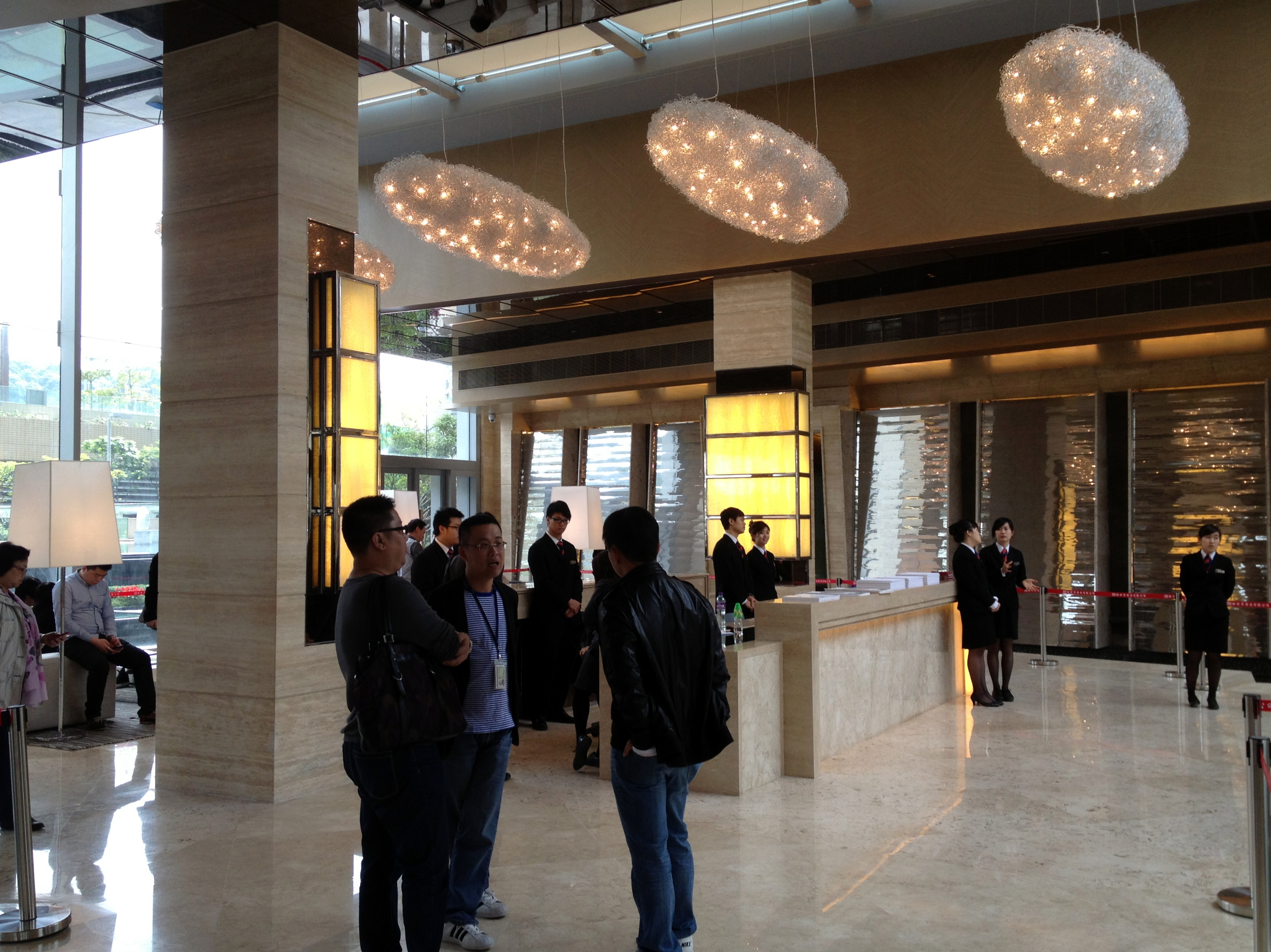
會所大堂

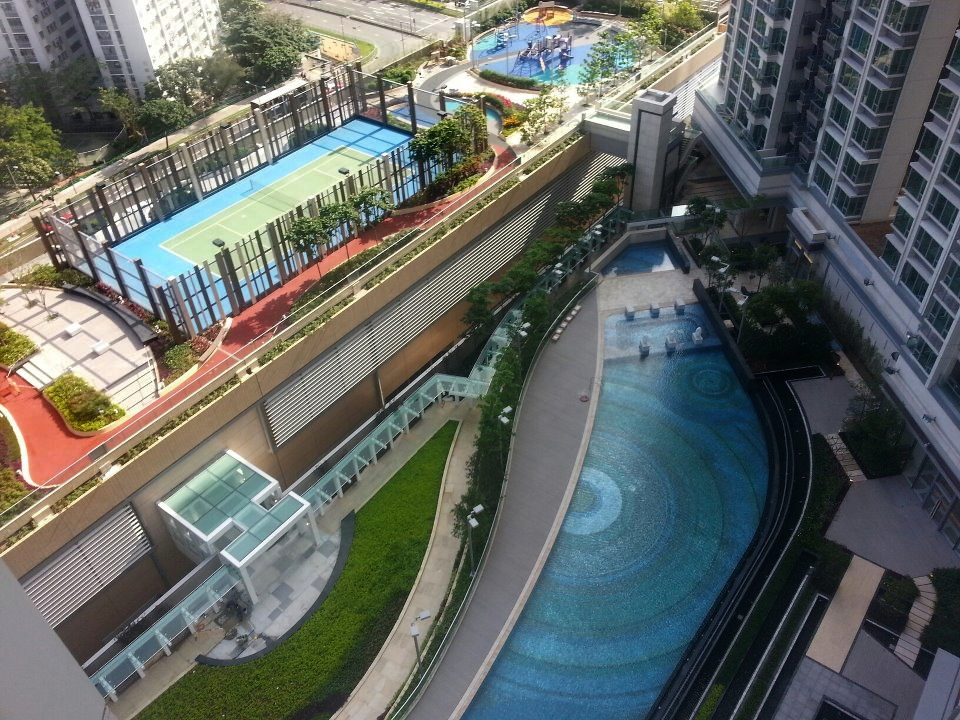
平台園林及康樂設施

溱岸8號（英語：The Riverpark），位於香港新界東沙田車公廟路8號，為新世界發展及港鐵公司於車公廟站相連地皮所興建的4棟樓高36至46層的住宅。項目前身為沙田頭臨時房屋區。項目由呂元祥建築師事務所設計，以三房及四房單位為主，合共提供981個單位，項目總投資額約60億港元，於2010年起動工，2013年5月入伙。項目於2012年上半年開售，市值超過100億元。首批50伙價單，呎價由7,377至10,214元不等，以定價計平均呎價8,869元。

## 名稱
溱岸8號的「溱」字為罕見字，有兩個讀音：「遵」（zeon1）及「循」（ceon4），發展商採用了前者。另由於「溱」字為罕見字，坊間亦有不少人將項目名稱錯寫為「湊岸8號」。

## 單位
4幢大廈呈現V字形佈局，第1、2座，以及第3、5座，各自組成一對建築組群。發展商刻意將各座向城門河景單位，打造成建築面積1,224至1,847方呎的3、4房大戶，佔項目供應逾75%。兩房戶合共218伙，建築面積由660至668餘方呎，佔屋苑單位總數比例22％。景觀為會所園林泳池和園藝花園景，但同時會望到屋苑外圍的秦石邨公屋景。
項目另設少量特色戶，分別為5樓連平台單位、頂層連天台單位，以及頂層複式連天台戶，面積廣達3,029呎，間隔採5房2廳（連3套房）加儲物室及工人套房，傲踞城門河畔。

## 設施

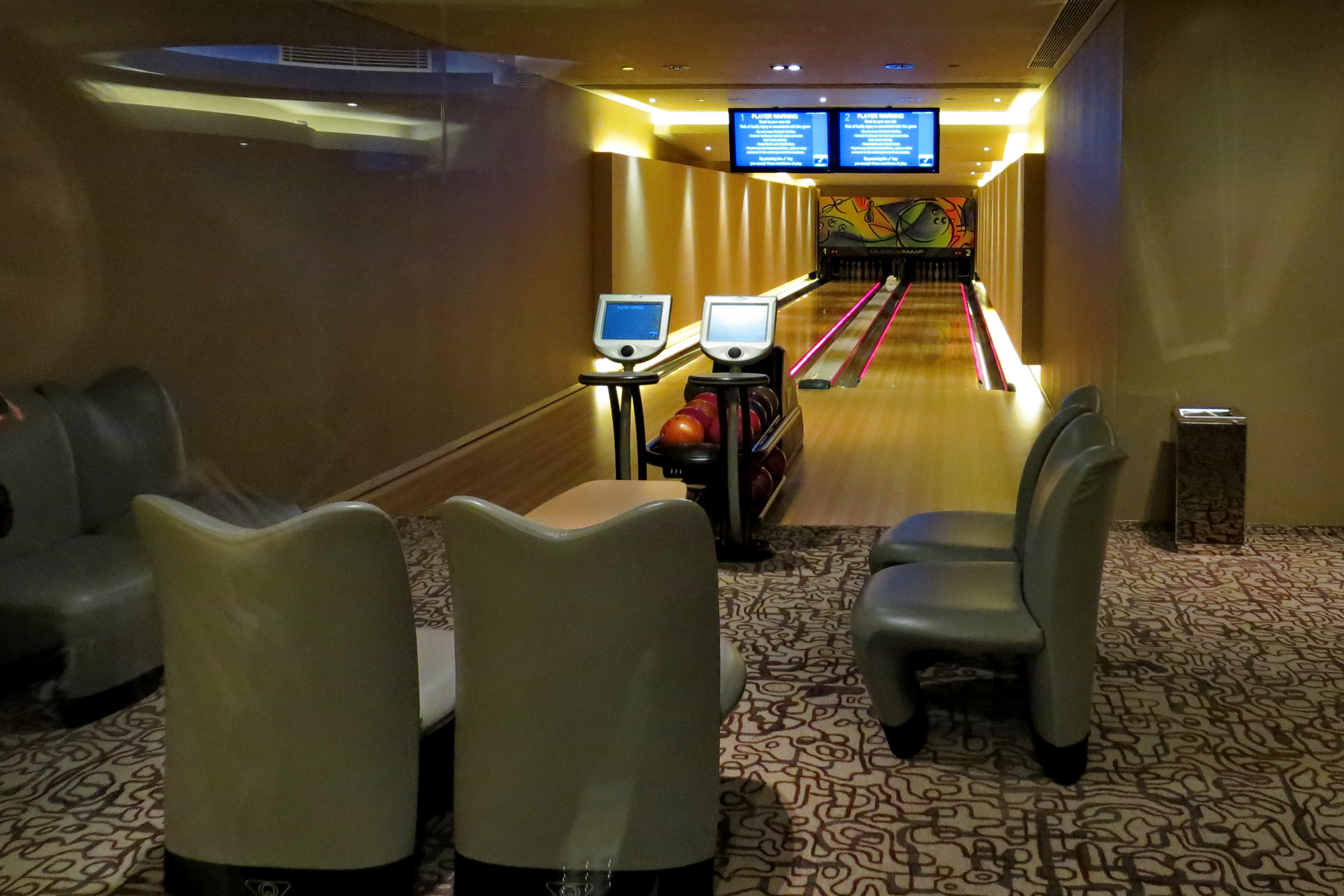
溱岸8號保齡球室

項目自設逾13萬呎的園林設施，包括園藝花園、室外大型游泳池、兒童池、按摩池、網球場及兒童遊樂場。基座為2層，佔地48,000呎的尊貴會所Club Riverpark。設施包括音樂室、休憩處、小型電影館、健身室、健康舞室、多用途運動場、影視/遊戲機室、遊戲室、兒童遊戲室、保齡球室、卡拉OK室、桌球室、美療室等。其中佔地2,800呎的「8號董事屋」，內備Show Kitchen、卡拉OK室、桌球室、遊戲室等，更接連私人花園，私隱度甚高，供住戶舉辦私人宴會和派對。
地下設魚米家和英藝幼稚園。

## 物業管理
屋苑由港鐵公司負責物業管理。每呎約$2.2元。

## 連接港鐵
3樓平台設專用天橋直達港鐵車公廟站月台。該出口是港鐵首個由車站連接住宅平台的入口。該出口設八達通讀卡器，住客需經已登記之八達通才可進出。

## 屏風效應
2008年3月，港鐵為車公廟站上蓋物業發展計劃收取發展意向書，有地區人士表示車公廟站上蓋的地積發展比例不要太高，以免影響該區的散熱及通風，造成「屏風效應」和空氣污染，希望發展商能調整原有設計。環保觸覺認為，計劃中車公廟站發展項目的樓宇之間的預留空間甚小，項目落成後的「屏風效應」將造成通風散熱問題，影響秦石邨及附近屋苑居民。該團體曾向城規會申請減低車公廟站上蓋的地積發展比例，並加設樓宇高度限制及保留觀景廊。唯最終城規會以目前發展項目已進入落實階段，而有關的建築圖則已獲審批。再加上環保觸覺沒有提供總綱發展藍圖或園境設計總圖的技術數據支持，故否決有關申請。
4月7日，港鐵於九龍灣總部收取車公廟站標書期間，環保團體環保觸覺聯同車公廟站後方的沙田頭村原居民及沙田區議員，帶同「不要屏風樓宇」等橫額，到場示威。沙田頭村及李屋村原居民代表陳瑞昌表示，項目會影響後方物業的樓價，而文禮閣業委會秘書蘇鏡鎏則表示﹕「沙田是一個山谷，四面環山，無風入，該等高樓會影響通風」。
另外，沙田區議員衛慶祥稱，稍後會約同政府官員再商議車公廟站以及未招標的大圍站上蓋發展項目（即現今的柏傲莊），他表示仍在了解當年該等項目諮詢地區的情況。
不過當年港鐵物業總監何恆光表示，車公廟站物業項目的地積比率、高度及環境評估都已做足，而發展計劃已得到城規會同意」。他表示，已向城規會表示反對該規劃申請。

## 興建圖片

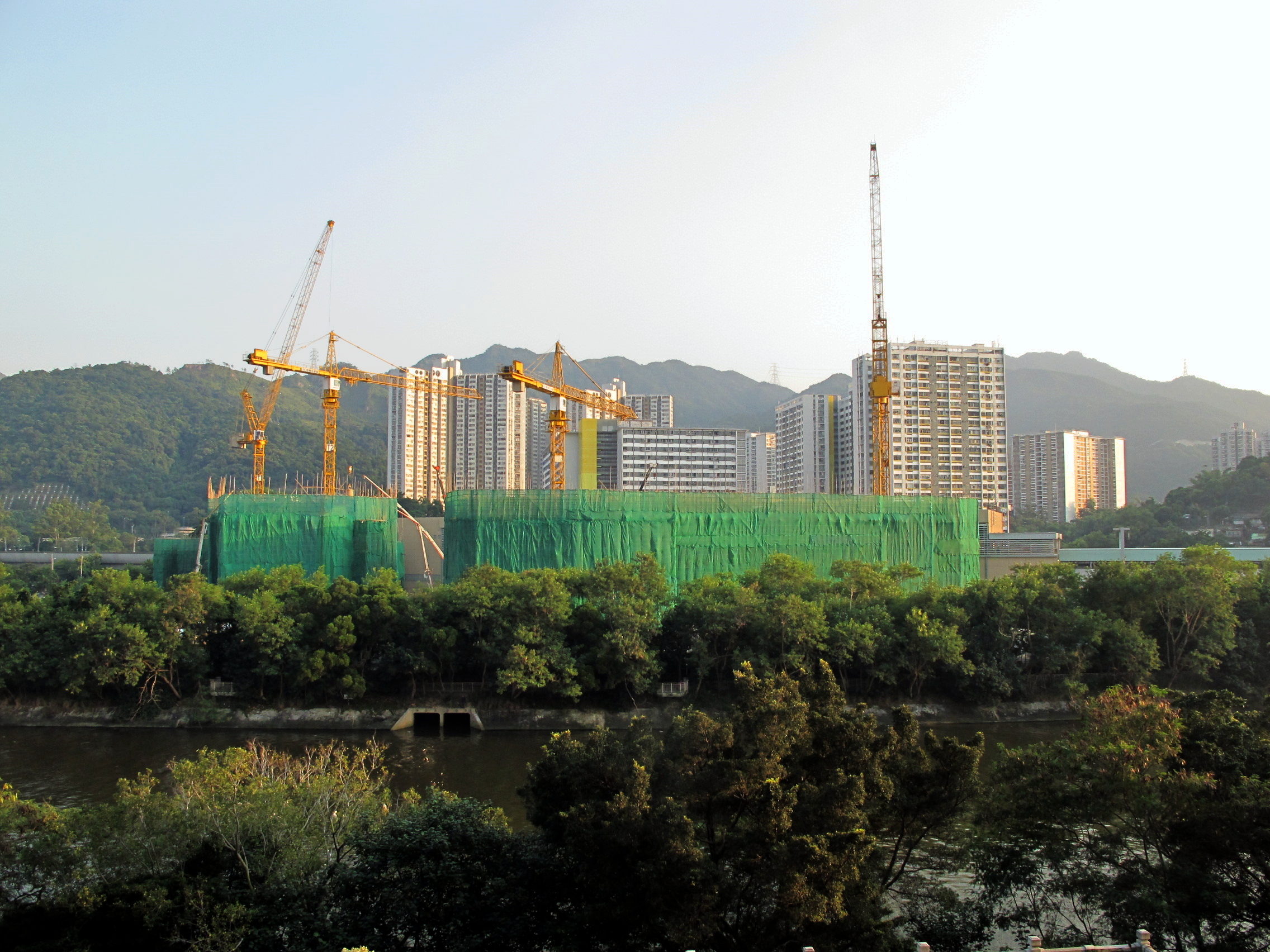
2010年10月
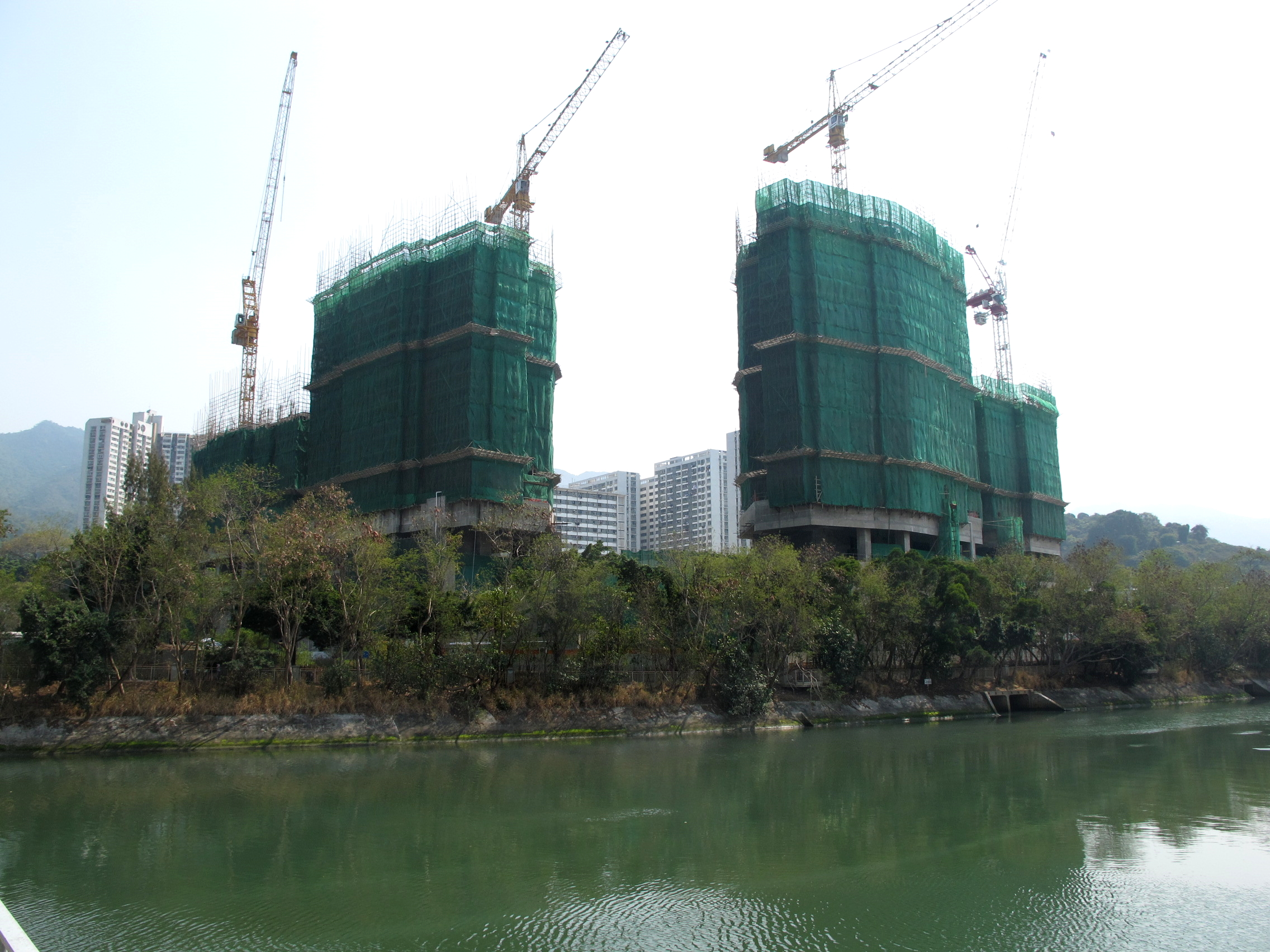
2011年3月
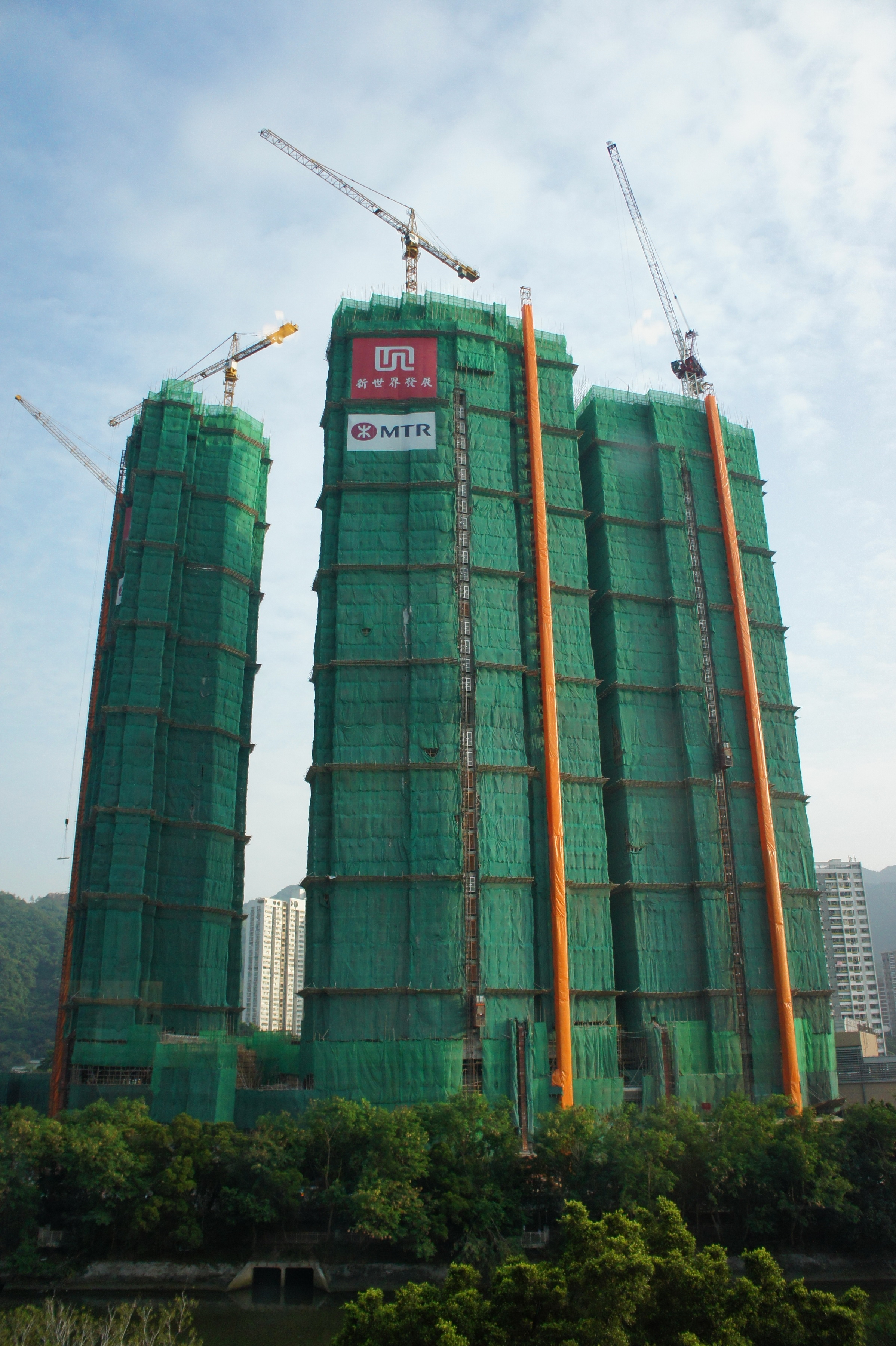
2011年11月
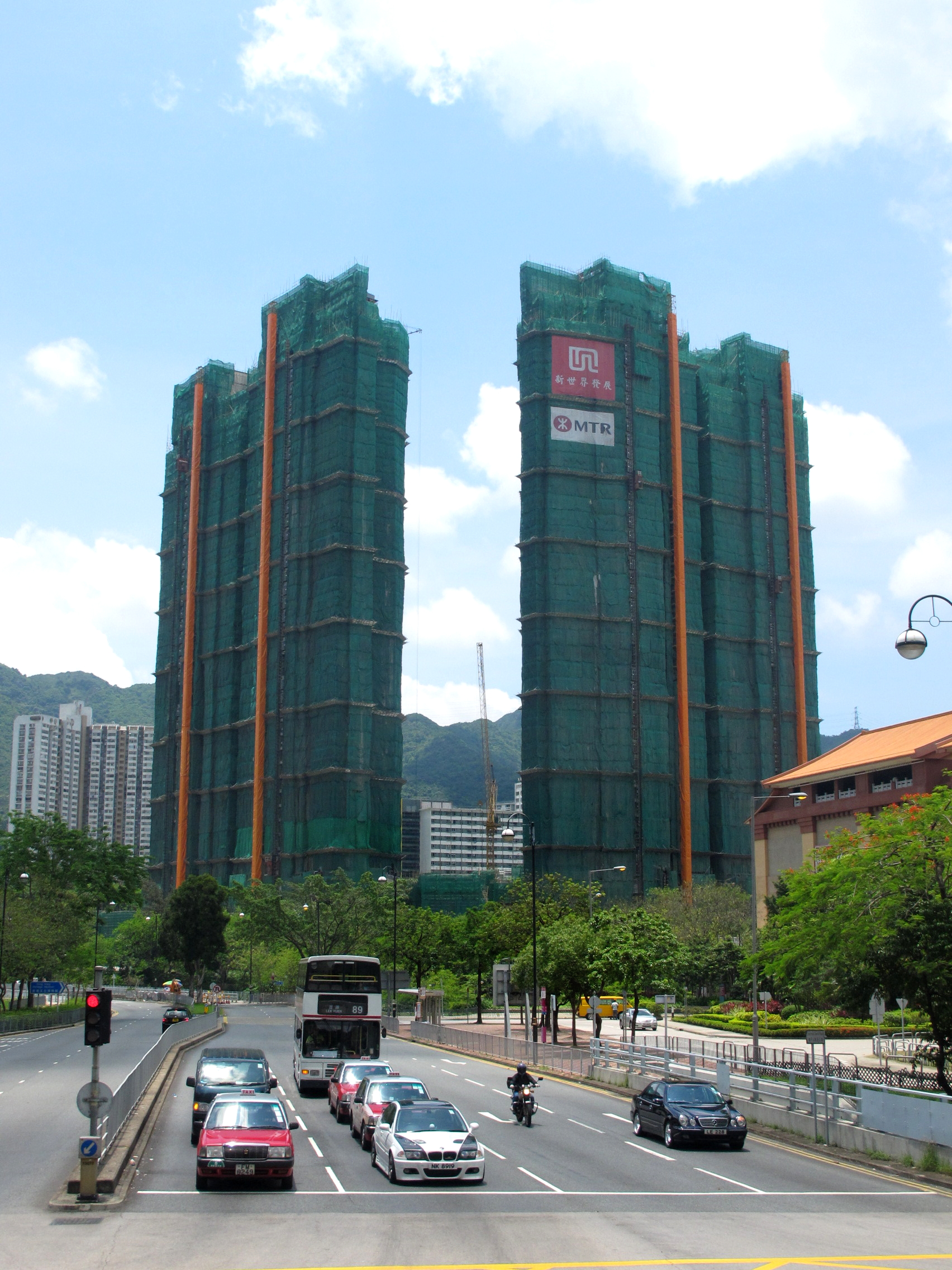
2012年5月
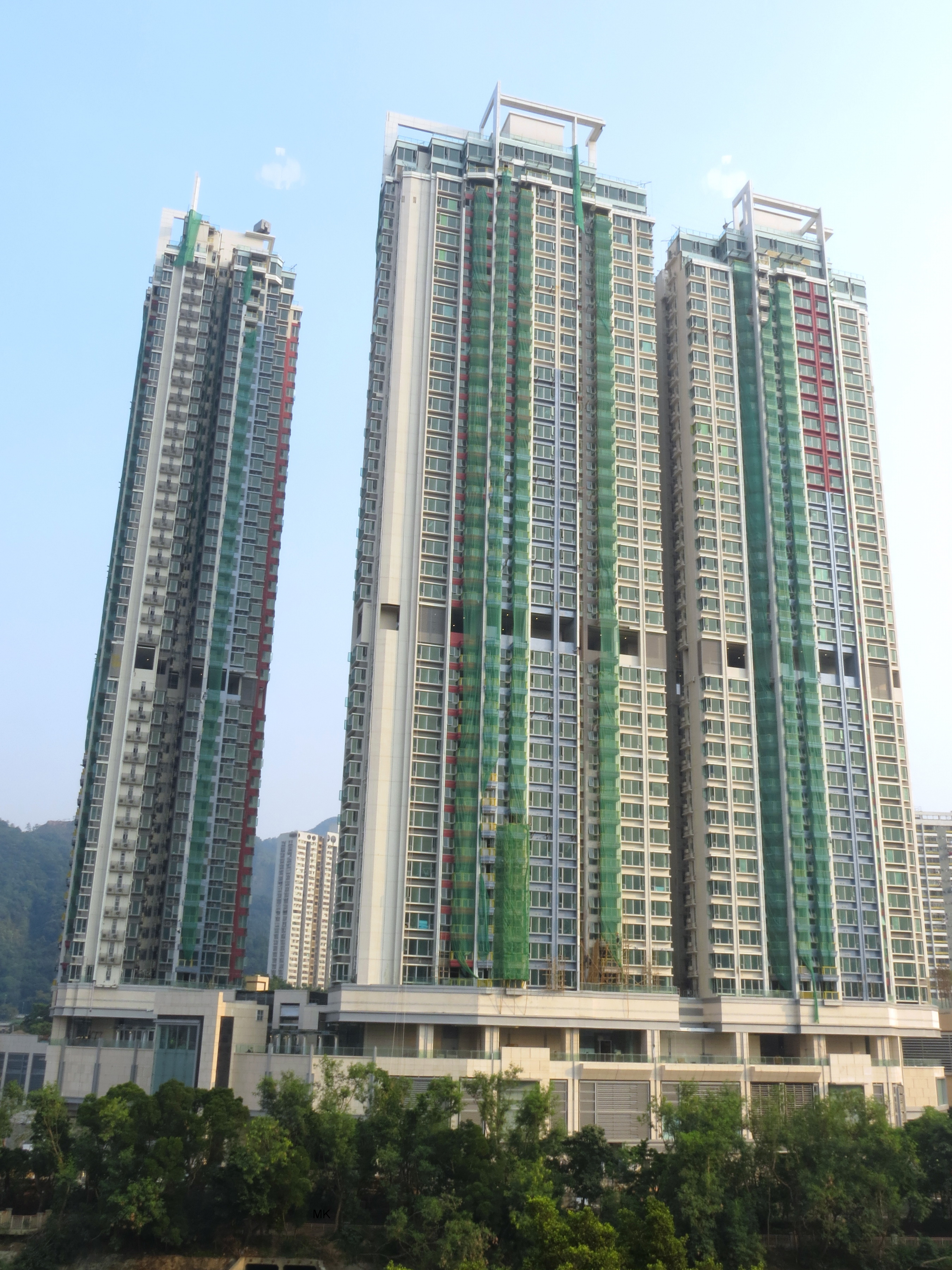
2012年10月

## 意外
- 2021年10月3日，會所泳池照明燈疑漏電，引致8歲男童感觸電一度昏迷。經過急救後男童恢復清醒，他報稱自己踢中池邊的燈感觸電而暈厥。負責管理的港鐵公司替旗下物業管理公司發表回應，強調救生員在救援期間無觸電，同時指管理公司未接獲其他泳客反映游泳期間出現異常狀況。而機電工程署經初步調查後發現，特低壓泳池燈的隔離變壓器出現損壞，不排除有人接觸該泳池燈時導致輕微的觸電感覺。而男童的醫療報告也證明事主懷疑觸電。不過港鐵沒有正面回應事件。中科監察主席潘焯鴻引述事主家屬，批評港鐵不承認責任，並指出管理公司有責任妥善管理設施。[8]

## 外部連結
- 溱岸8號 官方網頁 （页面存档备份，存于）